# نظام‌آباد، تلانگانا
نظام‌آباد، تلانگانا (به انگلیسی: Nizamabad) یک شهر در هند است که در شهرستان نظام‌آباد واقع شده‌است.

## خصوصیات
نظام‌آباد ۴۰٫۰۰ کیلومترمربع مساحت و ۳۱۱٬۱۵۲ نفر جمعیت دارد و ۳۹۵ متر بالاتر از سطح دریا واقع شده‌است.